# Edinburgh Gardens
Edinburgh Gardens es una localidad de Trinidad y Tobago, que forma parte del borough de Chaguanas.

## Geografía
La localidad abarca parte de la isla Trinidad y limita al norte con la localidad de Chaguanas, al sur con Edinburgh Village (Couva-Tabaquite-Talparo), al este con Montrose Village y al oeste con Chaguanas.

## Demografía
Datos demográficos de la localidad de Edinburgh Gardens:
| Gráfica de evolución demográfica de Edinburgh Gardens entre 2000 y 2011 |
|                                                                         |